# Ярской 1-й
Ярско́й 1-й, Ярско́й Первый — хутор в Кумылженском районе Волгоградской области России. Входит в состав Суляевского сельского поселения. Население 472 чел. (2010).

## История
До реформы 2005 года административный центр Ярского сельсовета.
В соответствии с Законом Волгоградской области от 14 февраля 2005 года № 1006-ОД «Об установлении границ и наделении статусом Кумылженского района и муниципальных образований в его составе» хутор вошёл в состав образованного Суляевского сельского поселения.

## География
Расположен в западной части региона, в лесостепи, в пределах Хопёрско-Бузулукской равнины, являющейся южным окончанием Окско-Донской низменности, на р. Кумылга.
Абсолютная высота 69 метров над уровнем моря.
Уличная сеть
состоит из 20 географических объектов:
- Переулки: 8 Марта пер., Дачный пер., Ленина пер., Первомайский пер., Фрунзе пер.
- Улицы: ул. Большой угол, ул. Вишневая, ул. Дворянская, ул. Заречная, ул. Лучистая, ул. Мира, ул. Молодёжная, ул. Московская, ул. Набережная, ул. Продольная, ул. Садовая, ул. Советская, ул. Солнечная, ул. Центральная, ул. Шолохова

## Население
| 2010 |
| ---- |
| 472  |

Гендерный состав
По данным Всероссийской переписи населения 2010 года в гендерной структуре населения из 472 человек мужчин — 212, женщин — 260 (44,9 и 55,1 % соответственно).
Национальный состав
Согласно результатам переписи 2002 года, в национальной структуре населения
русские составляли 91 % из общей численности населения в 536 чел..

## Инфраструктура
Развитое сельское хозяйство. Личное подсобное хозяйство.

## Транспорт
подъезд от автомобильной дороги «Кумылженская — Суляевский — Покручинский» к х. Ярской 1-й (идентификационный номер 18 ОП МЗ 18Н-65-1).
Остановка «Ярской 1-й», автобусы маршрута 654.
Просёлочные дороги.